# Throw It on Me
"Throw It on Me" é o terceiro single de Timbaland em seu segundo álbum de estúdio, Timbaland Presents Shock Value (2007). A canção conta com participação da banda The Hives.

## Performance nas Paradas
| Top (2007)                            | Melhor posição |
| ------------------------------------- | -------------- |
| Austrália ARIA Chart Urbano           | 9              |
| Austrália ARIA (Físico) Singles Chart | 27             |
| Austrália ARIA Singles Chart          | 50             |